# Agrodiaetus merzbacherii
Agrodiaetus merzbacherii är en fjärilsart som beskrevs av Cram. Agrodiaetus merzbacherii ingår i släktet Agrodiaetus och familjen juvelvingar. Inga underarter finns listade i Catalogue of Life.